# Gaj Kasije Longin
Gaj Kasije Longin (prije 85. pr. Kr. - listopad 42. pr. Kr.), rimski senator, Brutov šogor, prvi otpočeo urotu protiv Julija Cezara.

## Životopis
O ranom životu Gaja Kasija malo je poznato. Zna se da je bio oženjen za kćer Servilije Cepionis i Brutovu polusestru s kojom je imao jednog sina. Studirao je filozofiju na Rodu pod vodstvom Arhelaja, pa je tako naučio grčki. Njegova prva služba bila je kvestura za vrijeme Marka Licinija Krasa 53. pr. Kr., te se dokazao sposobnim vojnim umom. Putovao je s Krasom u provinciju Siriju gdje ga je pokušao odvratiti od napada na Parte, predloživši osiguravanje baze na Eufratu. Kras je ignorirao Kasija te je poveo vojsku u bitku kod Harana, tijekom koje je također ignorirao Kasijeve planove za jačanje rimske linije. Rezultat je bio poznat rimski poraz kakav nije viđen od Drugog punskog rata. Kasije je uspio spasiti ostatke vojske uz pomoć Krasovog legata Gaja Oktavija. Vojska je zauzvrat pokušala učiniti Kasija svojim novim zapovjednikom, ali je on to odbio zbog odanosti Krasu. Krasa je ubio potkupljivi vodič tijekom povlačenja iz Harana, ali je Kasije uspio pobjeći s 500 konjanika i još se jednom sastati s legijama. Tijekom sljedeće dvije godine Kasije je upravljao provincijom Sirija kao prokvestor, braneći granicu protiv partskih upada sve dok nije došao novi prokonzul. Posljednji upad rezultirao je smrću partskog zapovjednika Osacesa, i podjelom partskih trupa. Marko Tulije Ciceron, onda upravitelj Cilicije, poslao je Kasiju notu kojom mu je čestitao na pobjedi.
Na svom povratku u Rim dvije godine kasnije, izbijanje građanskog rata između Cezara i Gneja Pompeja Velikog spasilo je Kasija kojeg su neprijatelji htjeli izvesti pred sud zbog iznude u Siriji. Kasije je izabran za tribuna Plebsa 49. pr. Kr. sukobivši se s Optimatima, pobjegavši iz Italije kad je Cezar prešao Rubikon. U Grčkoj se sreo s Pompejem koji ga je postavio za zapovjednika svoje mornarice. Godine 48. pr. Kr., Kasije je isplovio sa svojim brodovima prema Siciliji gdje je napao i spalio velik dio Cezarove mornarice. Nakon toga nastavio je pljačkati brodove blizu talijanske obale. Novosti o Pompejevom porazu u bitki kod Farsala potakli su Kasija da krene prema Helespontu s nadom udruživanja s mjesnim kraljem Farnakom II. Na tom putovanju Kasija je presreo Cezar koji ga je prisilio na bezuvjetne predaju.
Cezar je postavio Kasija za legata, zaposlivši ga u Aleksandrijskom ratu protiv onog istog Farnaka s kojim se Kasije nadao udružiti. Ipak, Kasije je odbio pridružiti se u bitki protiv Katona i Scipiona u Africi, odabravši umjesto toga umirovljenje u Rimu. Sljedeće dvije godine proveo je bez službe te je očigledno učvrstio svoje prijateljstvo s Ciceronom. Godine 44. pr. Kr. postao je Praetor Peregrinus s obećanjem službovanja u provinciji Siriji sljedeće godine. Postavljanje njegovog juniora, Marka Junija Bruta, za gradskog pretora (praetor urbanus) duboko ga je uvrijedilo, pa je samo produbilo mržnju i ljutnju koju je Kasije osjećao prema diktatoru. Cezar, iako još službeno opraštavši Kasiju, čini se da mu je pogrešno vjerovao. Kasije je bio najzaposleniji urotnik protiv Cezara, koji je glavne ubojice uspio uvjeriti na tiranicid. Na ožujske ide 44. pr. Kr. Kasije je pozivao svoje drugove ubojice, te je udario Cezara u lice. On i njegovi drugovi urotnici nazvali su se "Osloboditeljima" (Liberatores). Slavlje je bil kratkog vijeka, jer je Antonije preuzeo vlast i okrenuo javnost protiv njega.
U travnju Kasije je pobjegao iz Rima na ladanje, nadajući se da će Antonije biti zbačen. U lipnju je Senat postavio Kasija na službu u provinciji Cireni kako bi mu omogućili napuštanje Italije ostavivši mu službu pretora. Kasije je odbio ponudu za tako malo provinciju i podnio je ostavku na službu, rekavši kako bi radije živio u progonstvu nego pod Antonijem. Napustio je prethodno postavljenu službu u provinciji Siriji, koja je ponovno dodijeljena Publiju Korneliju Dolabelli na Antonijev zavjet, nadajući se da će preuzeti kontrolu nad njome prije nego Dolabella stigne. Njegova reputacija na istoku olakšala mu je okupljanje vojske ostalih upravitelja u okolici, pa je do 43. pr. Kr. bio spreman susresti se s Dolabellom i njegovih 12 legija. Do ovog trenutka Senat je prekinuo s Antonijem i položio svoje nade u Kasija, potvrdivši ga za upravitelja provincije. Dolabella je napao ali su ga saveznici izdali što ga je navelo da počini samoubojstvo. Kasije je bio dovoljno siguran da krene na Egipat, ali prilikom stvaranja trijumvirata Brut ga je pozvao da mu pomogne. Kasije se brzo pridružio Brutu u Smirni s većinom svoje vojske, ostavivši svog nećaka u pozadini kako bi upravljao Sirijom. Urotnici su odlučili napasti trijumvirove saveznike u Aziji. Kasije je krenuo prema njima i opljačkao Rod, dok je Brut isto učinio Liciji. Sljedeće godine regrupirali su se u Sardisu, gdje su ih njihove vojske proglasile imperatorima. Prešli su Helespont, prošli su kroz Trakiju i ukampirali se blizu Philippija u Makedoniji. Gaj Julije Cezar Oktavijan (kasnije poznat kao August) i Marko Antonije ubrzo su stigli, pa je Kasije isplanirao izgladniti ih koristeći svoj nadmoćniji položaj u zemlji. Ipak, Antonije ih je prisilio na par borbi skupno nazvanih bitka kod Philippi. Brut je bio uspješan protiv Oktavijana i zauzeo je njegov kamp. Marko Antonije je, nasuprot Oktavijanu, porazio Kasija. Kasije, koji nije saznao za Brutovu pobjedu, odustao je zbog gubitka od svega te je naredio svome drugu Pindaru da ga ubije. Brut je jadikovao za Kasijem kojeg je označio kao "Posljednjeg Rimljanina"  te ga je pokopao kod Thasosa.

## U književnosti
U Danteovom Paklu Kasije je jedan od trojice ljudi koji su zbog svojih grijeha zauvijek osuđeni na najgoru kaznu – Sotona ga žvače u jednim od svojih triju usta. Preostala dvojica su Marko Junije Brut i Juda Iškariotski, biblijski izdajica Isusa Krista. (Pjevanje XXXIV)

## U drami
Kasije je središnji lik Shakespearovog djela Julije Cezar. Fikcijski Gaj Kasije Longin pojavljuje se u televizijskoj seriji Rim iz 2005. godine u kojoj ga glumi Guy Henry.